# Robert François Damiens
Robert François Damiens (La Thieuloye bij Arras, 9 januari 1715 — Parijs, 28 maart 1757) was een Fransman die bekend werd door zijn mislukte aanslag op de Franse koning Lodewijk XV. 

## De aanslag
Op 5 januari 1757 bracht de koning een bezoek aan een van zijn dochters in het kasteel van Versailles. Toen hij in zijn koets wilde stappen kwam Damiens naar voren en stak de koning met een mes in de zij. De koning werd de paleistrap opgedragen en omdat men vreesde voor zijn leven werd er een priester bijgehaald. Het bleek echter slechts om een oppervlakkige wond te gaan, omdat het korte lemmet niet door de dikke kledij van de koning kon doordringen. Damiens werd onmiddellijk gearresteerd.

## De rol van het Parlement van Parijs
Damiens diende in het leger, was bediende en had verschillende baantjes. Hij was goedgelovig en beïnvloedbaar en hield zich vaak op in kringen van het Parlement van Parijs. Die rechtbank was in verschillende conflicten met Lodewijk XV verwikkeld en gebruikte opruiende taal tegen de koning. De koning vond de zaak nauwelijks de moeite waard, maar het proces werd voor het Parlement van Parijs gebracht. 
Het Parlement van Parijs spaarde geen moeite om te verdoezelen dat de eigen magistraten door hun opruiende taal waarschijnlijk de inspirators tot de moordpoging waren. De morele schuld werd uiteindelijk bij de jezuïeten gelegd. Vanwege deze poging tot koningsmoord (regicide) werd Damiens op 26 maart 1757 veroordeeld tot de dood door middel van vierendeling. Om de betrokkenheid te verbergen achter de voorgewende verontwaardiging, kon het Parlement niet anders dan de wreedste straf uitspreken. Omwille van deze straf protesteerden tijdgenoten om hun ongenoegen te uiten.

## Straf

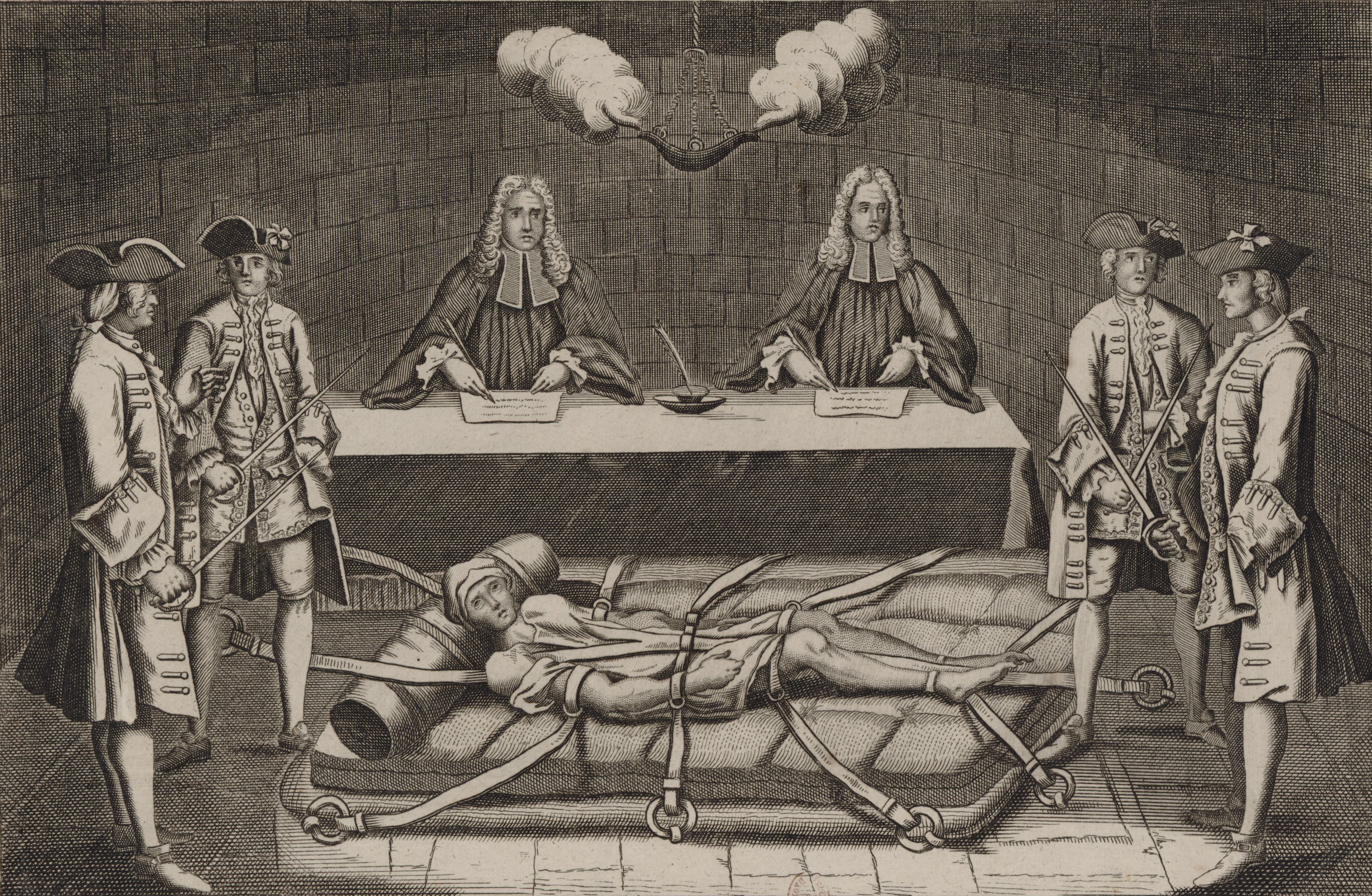
Damiens voor zijn rechters

Bij de aankondiging van zijn straf zou hij de woorden "La journée sera rude" ('t wordt een zware dag) hebben gesproken. De terechtstelling vond twee dagen later plaats op het Place de Grève voor het stadhuis van Parijs. Eerst moest Damiens nog amende honorable doen. Het lichaam van Damiens werd opengereten met een tang en vervolgens werd er kokend vocht ingegoten. Daarna werd hij aan de ledematen gebonden om door paarden te worden gevierendeeld. Casanova woonde de terechtstelling bij en berichtte er over in zijn memoires. Een gedetailleerd verslag van de executie kan gevonden worden aan het begin van het eerste hoofdstuk van Michel Foucaults Surveiller et punir, dat naar het Nederlands werd vertaald als Discipline, toezicht en straf.
Op 29 maart beval het Parlement in naam van de koning dat het geboortehuis van Damiens zou worden gesloopt om nooit meer te worden herbouwd. Zijn broers en zusters moesten een andere achternaam aannemen. Zijn vrouw, zijn dochter en zijn vader werden uit Frankrijk verbannen.

## Voetnoten
1. ↑  Ruth Scurr, Fatale Zuiverheid, Robespierre en de Franse Revolutie, p. 161-162
2. ↑  Discipline, toezicht en straf: de geboorte van de gevangenis / Michel Foucault, Groningen, Historische uitgeverij, 1989, ISBN 9065540210.